# Фурз ан Вексен
Фурз ан Вексен (фр. Fours-en-Vexin) насеље је и општина у северној Француској у региону Горња Нормандија, у департману Ер која припада префектури Andelys.
По подацима из 2011. године у општини је живело 191 становника, а густина насељености је износила 32,26 становника/km². Општина се простире на површини од 5,92 km². Налази се на средњој надморској висини од 99 метара (максималној 143 m, а минималној 89 m).

## Демографија
| 1962. | 1968. | 1975. | 1982. | 1990. | 1999. | 2011. |
| ----- | ----- | ----- | ----- | ----- | ----- | ----- |
| 91    | 102   | 108   | 107   | 133   | 145   | 191   |

График промене броја становника у току последњих година